# Metoda wytrawiania
Metoda wytrawiania próby zbiorczej z zastosowaniem metody magnetycznego mieszania – metoda diagnostyczna służąca wykrywaniu larw włośnia krętego (Trichinella spiralis) w mięsie surowym. Metoda ta jest jedną z kilku dopuszczonych przez Komisję Europejską do stosowania w państwach członkowskich w diagnostyce włośnicy w mięsie surowym produkowanym do konsumpcji komercyjnej. Wykrycie larw pozwala na eliminacje tusz zarażonych i w ten sposób chroni ludzi przed zarażeniem.
Metoda wytrawiania jest uznana jako referencyjna o wysokiej czułości (pozwala na wykrycie minimum trzech larw w 100 gramach mięsa w 75% testów).

## Procedura badawcza
Obecnie stosowana metoda badania polega na wytrawianiu próbki zbiorczej o masie 50 g lub 100 g, składającej się z próbek pojedynczych o masie co najmniej 1 g (w przypadku badania mięsa z tuszy świńskiej).
Etap I: wytrawianie
Wytrawianie odbywa się na mieszadle magnetycznym z płytą grzewczą ogrzewającą szklaną zlewkę zawierającą płyn wytrawiający, na który składa się: woda z 25% kwasem solnym oraz pepsyną, do którego dodaje się odważoną oraz rozdrobnioną za pomocą malaksera próbkę mięsa surowego.
Wytrawianie takie trwa od 30 do 60 minut i prowadzi do rozpuszczenia się włókien mięśniowych i uwolnienia z otoczek larw włośni.
Etap II: sedymentacja I
Po tym czasie przelewa się płyn wytrawiający do szklanego rozdzielacza i rozpoczyna się etap sedymentacji, podczas którego włośnie opadają na dno rozdzielacza. Etap ten trwa 30 minut.
Etap III: sedymentacja II
Po upływie czasu przewidzianego na sedymentację I, wypuszcza się 40 ml płynu wytrawiającego z rozdzielacza do szklanego cylindra, następnie odstawia cylinder i oczekuje 10 minut, podczas których włośnie opadają na dno cylindra. Następnie z powierzchni płynu odsysa się 30 ml płynu, a pozostałe 10 przelewa na specjalną rynienkę do liczenia larw. Następnie cylinder przepłukuje się 10 ml wody, które dodaje się na rynienkę.
Etap IV: oglądanie
Tak przygotowany preparat ogląda się pod stereomikroskopem, lupą mikroskopową lub trychinoskopem szukając larw włośni.